# Teresa Medina Davo
Teresa Medina Davo es una escritora y editora literaria de telenovelas mexicanas. Ha realizado su carrera en la televisión mexicana para Televisa.

## Trayectoria

### Adaptaciones
- La gata (2014) Original de Inés Rodena
- Corazón indomable (2013) Original de Inés Rodena
- Rafaela (2011) Original de Delia Fiallo
- Peregrina (2005/06) Original de Delia Fiallo
- Inocente de ti (2004) Original de Inés Rodena e Iris Dávila
- La intrusa (2001) Original de Inés Rodena
- Mujer bonita (2001) Original de Inés Rodena
- Segunda parte de Bendita mentira (1996) Original de Inés Rodena
- La antorcha encendida (1996) Original de Fausto Zerón Medina
- Lazos de amor (1995/96) Original de Jorge Lozano Soriano
- Pobre niña rica (1995) Original de Carmen Daniels
- Nuevo amanecer (1988) Original de Fernanda Villeli y Carmen Daniels
- Abandonada (1985) Original de Inés Rodena
- Viviana (1978) Original de Inés Rodena
- La venganza (1977) Original de Inés Rodena

### Ediciones literarias
- Mar de amor (2009/10) (escrita por Alberto Gómez y María Antonieta "Calú" Gutiérrez)
- Barrera de amor (2005/06) (escrita por Orlando Merino y Jaime García Estrada)
- Amarte es mi pecado (2004) (escrita por Jaime García Estrada y Orlando Merino)
- La otra (2002) (escrita por Orlando Merino y Jaime García Estrada)
- El precio de tu amor (2000-2001) (escrita por Orlando Merino y Jaime García Estrada)
- Laberintos de pasión (1999-2000) (escrita por Cuauhtémoc Blanco y María del Carmen Peña)
- Primera parte de Alma rebelde (1999) (escrita por Alberto Gómez y Alberto Aridjis)
- Gotita de amor (1998) (escrita por Kary Fajer, Alberto Aridjis y Alberto Gómez)
- El secreto de Alejandra (1997-1998) (escrita por Lila Yolanda Andrade y Carlos Lozano Dana)
- Desencuentro (1997/98) (escrita por Carmen Daniels, Liliana Abud y Jorge Lozano Soriano)
- El vuelo del águila (1994-1995) (escrita por Liliana Abud, Eduardo Gallegos y Antonio Monsell)
- Primera parte de Marimar (1994) (escrita por Carlos Romero y Valeria Phillips)
- Más allá del puente (1993-1994) (escrita por René Muñoz)
- Los parientes pobres (1993) (escrita por Carmen Daniels)
- La sonrisa del Diablo (1992) (escrita por Fernanda Villeli y Marcia Yance)
- Atrapada (1991) (escrita por Carmen Daniels y Liliana Abud)
- Yo compro esa mujer (1990) (escrita por Liliana Abud)
- Encadenados (1988/89) (escrita por Marissa Garrido)
- Victoria (1987/88) (escrita por M.J. Rubio y Luis Reyes de la Maza)
- El precio de la fama (1986/87) (escrita por Carmen Daniels)
- Soledad (1981) (escrita por Carlos Romero y Vivian Pestalozzi)
- Barata de primavera (1975) (escrita por Marissa Garrido)

## Premios y nominaciones

### Premios TVyNovelas
| Año  | Categoría                | Telenovela           | Resultado |
| ---- | ------------------------ | -------------------- | --------- |
| 2014 | Mejor guion o adaptación | Corazón indomable    | Nominada  |
| 2009 | Mejor guion o adaptación | Cuidado con el ángel | Nominada  |